# Pleurosicya
Genre
Pleurosicya est un genre de poissons de la famille des Gobiidae.

## Espèces
Selon World Register of Marine Species (2 juillet 2015) :
- Pleurosicya annandalei Hornell & Fowler, 1922
- Pleurosicya australis Larson, 1990
- Pleurosicya bilobata (Koumans, 1941)
- Pleurosicya boldinghi Weber, 1913
- Pleurosicya carolinensis Larson, 1990
- Pleurosicya coerulea Larson, 1990
- Pleurosicya elongata Larson, 1990
- Pleurosicya fringilla Larson, 1990
- Pleurosicya labiata (Weber, 1913)
- Pleurosicya larsonae Greenfield & Randall, 2004
- Pleurosicya micheli Fourmanoir, 1971
- Pleurosicya mossambica Smith, 1959
- Pleurosicya muscarum (Jordan & Seale, 1906)
- Pleurosicya occidentalis Larson, 1990
- Pleurosicya plicata Larson, 1990
- Pleurosicya prognatha Goren, 1984
- Pleurosicya sinaia Goren, 1984
- Pleurosicya spongicola Larson, 1990

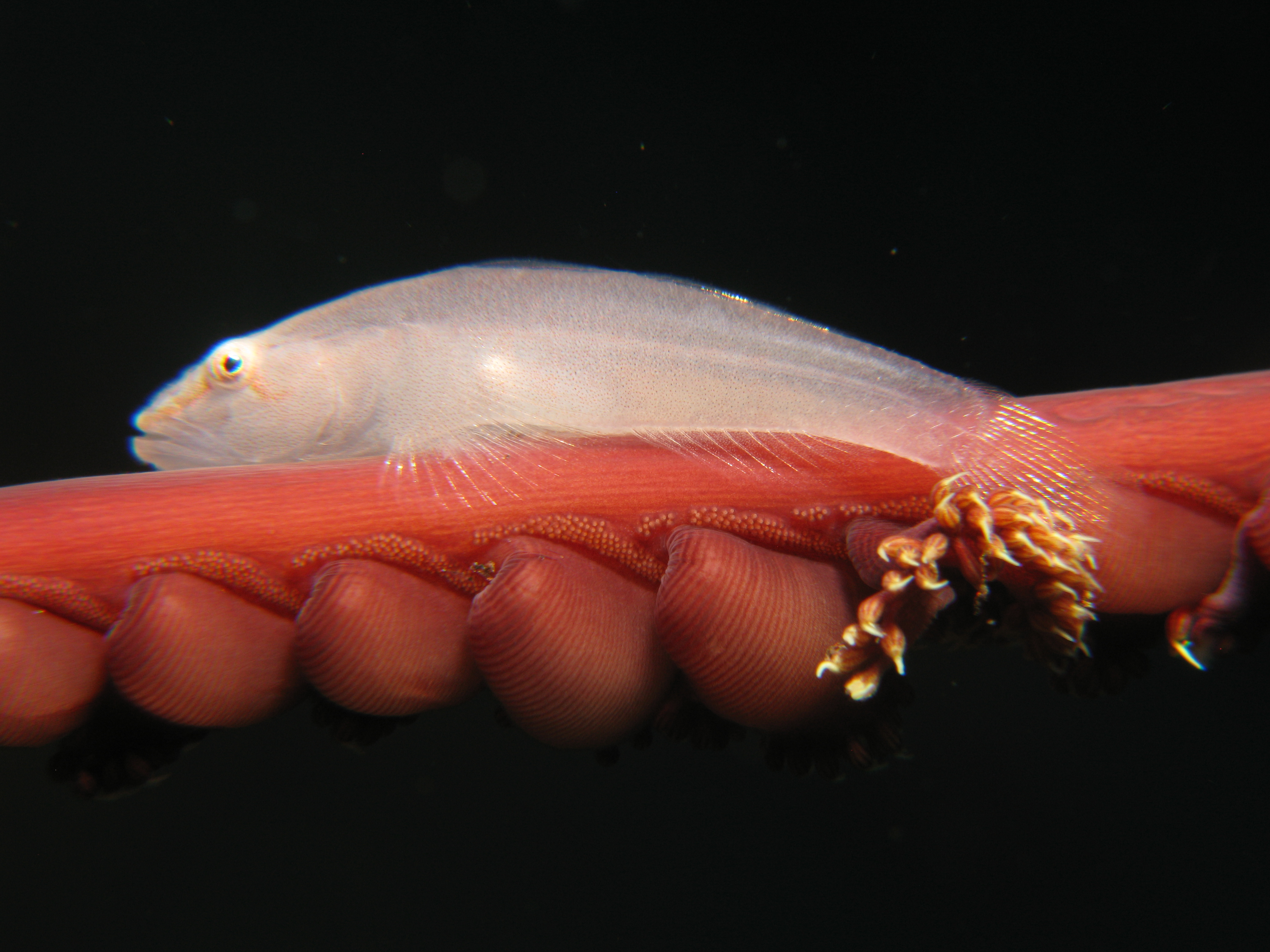
Pleurosicya boldinghi
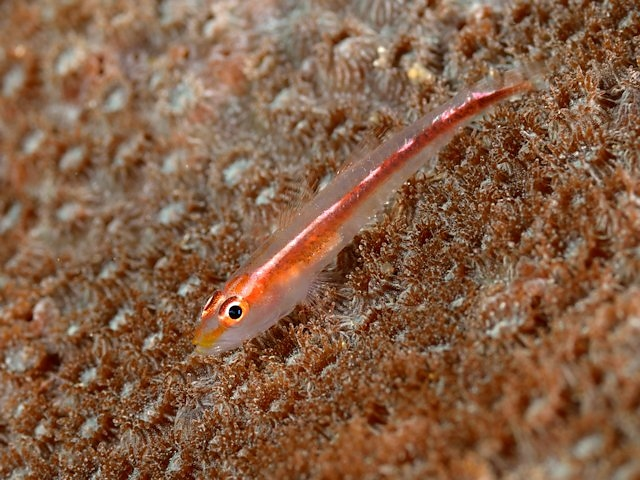
Pleurosicya micheli
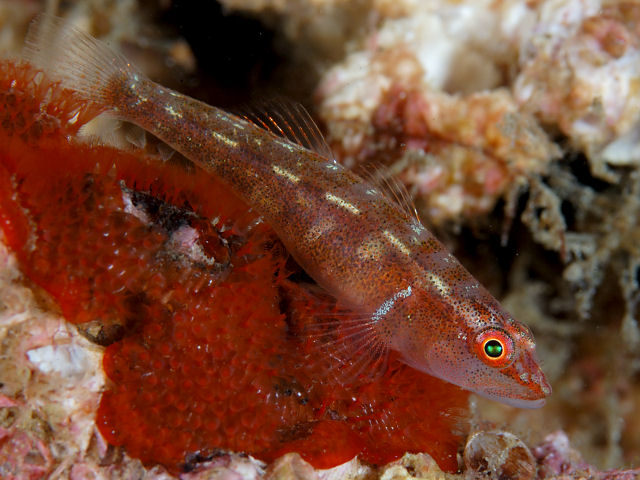
Pleurosicya mossambica